# Tony Bennett
Tony Bennett (născut Anthony Dominick Benedetto, n. 3 august 1926, New York City, New York, SUA – d. 21 iulie 2023, New York City, New York, SUA) a fost un cântăreț american de muzică jazz. El a devenit cunoscut pe plan internațional în anul 1962 cu albumul "I Left My Heart In San Francisco".

## Albume
LPs
- Because Of You (10-Zoll-LP, Columbia, 1952)
- Cloud 7 (Columbia, 1955)
- The Beat Of My Heart (Columbia, 1957)
- Long Ago And Far Away (Columbia, 1958)
- Basie Swings, Bennett Sings (cu Count Basie, Columbia, 1958)
- In Person! With Count Basie (Columbia, 1959)
- Blue Velvet (Columbia, 1959)
- Hometown, My Town (Columbia, 1959)
- To My Wonderful One (Columbia, 1960)
- Alone Together (Columbia, 1960)
- A String Of Harold Arlen (Columbia, 1961)
- Tony Sings For Two (Columbia, 1961)
- My Heart Sings (Columbia, 1961)
- Mr Broadway: Tony's Greatest Broadway Hits (Columbia, 1962)
- I Left My Heart In San Francisco (Columbia, 1962)
- I Wanna Be Around (Columbia, 1963)
- This Is All I Ask (Columbia, 1963)
- The Many Moods Of Tony (Columbia, 1964)
- When Lights Are Low (Columbia, 1964)
- Who Can I Turn To (Columbia, 1964)
- If I Ruled The World - Songs From The Jet Set (Columbia, 1965)
- The Movie Song Album (Columbia, 1966)
- A Time For Love (Columbia, 1966)
- Tony Makes It Happen (Columbia, 1967)
- For Once In My Life (Columbia, 1967)
- Yesterday I Heard The Rain (Columbia, 1968)
- Snowfall - The Tony Bennett Christmas Album (Columbia, 1968)
- I've Gotta Be Me (Columbia, 1969)
- Something (Columbia, 1969)
- Tony Sings The Great Hits Of Today (Columbia, 1969)
- Tony Bennett Sings The All Time Hall Of Fame Hits (Columbia, 1970)
- Love Story (Columbia, 1971)
- The Very Thought Of You (Columbia, 1971)
- Summer Of '42 (Columbia, 1972)
- With Love (Columbia, 1972)
- The Good Things In Life (MGM Records, 1972)
- Listen Easy (MGM Records, 1973)
- Tony! (Columbia, 1973)
- Sunrise, Sunset (Columbia, 1973)
- Tony Bennett Sings 10 Rodgers And Hart Songs (Improv, 1973)
- Tony Bennett Sings More Great Rodgers And Hart (Improv, 1973)
- Life Is Beautiful (Improv, 1975)
- The Tony Bennett/Bill Evans Album (Fantasy, 1975)
- Tony Bennett And Bill Evans - Together Again (Improv, 1977)
- The Special Magic Of Tony Bennett (Improv, 1979)
- The Art Of Excellence (Columbia, 1986)
- Jazz (Columbia, 1987)
- Bennett/Berlin (Columbia, 1987)
- Astoria - Portrait Of The Artist (Columbia, 1990)

CDs
- Perfectly Frank (Columbia, 1992)
- Steppin' Out (Columbia, 1993)
- Here's To The Ladies (Columbia, 1995)
- Tony Bennett On Holiday: A Tribute To Billie Holiday (Columbia, 1997)
- The Playground (Columbia, 1998)
- Bennett Sings Ellington - Hot And Cool (Columbia, 1999)
- Playing With My Friends - Bennett Sings The Blues (Columbia, 2001)
- A Wonderful World (cu k.d.lang, Columbia, 2002)
- The Art Of Romance (Columbia, 2004)
- Duets - An American Classic (Columbia, 2006)
- A Swingin' Christmas (cu  Count Basie Orchestra, Columbia, 2008)